# Socialismo reale
Socialismo reale o realsocialismo è un termine politico introdotto durante la presidenza di Leonid Il'ič Brežnev per fare riferimento al socialismo come de facto si attuava nel blocco orientale e per distinguerlo dalla nozione tradizionale di socialismo ideale.

## Onomaturgia
L'origine del termine si basa sulla crisi sino-sovietica e su altri contrasti tra l'Unione Sovietica e i suoi Stati satelliti da un lato e la Repubblica popolare cinese e i suoi alleati di stampo maoista dall'altro. I sovietici volevano imporre l'idea che la loro versione del socialismo era quella reale proprio perché il movimento comunista di ispirazione maoista, che era cresciuto rapidamente in tutto il mondo come un socialismo radicale alternativo alle idee sovietiche, aveva sempre sostenuto che l'Unione Sovietica non era più socialista e aveva tradito gli ideali della rivoluzione. Per contrastare queste pretese di revisionismo marxista i sovietici provocatoriamente affermarono che il loro socialismo era il socialismo reale.
L'espressione quindi implica che la visione proposta dall'Unione Sovietica era la corretta via per la realizzazione degli ideali comunisti.